# Hawaii State Hospital

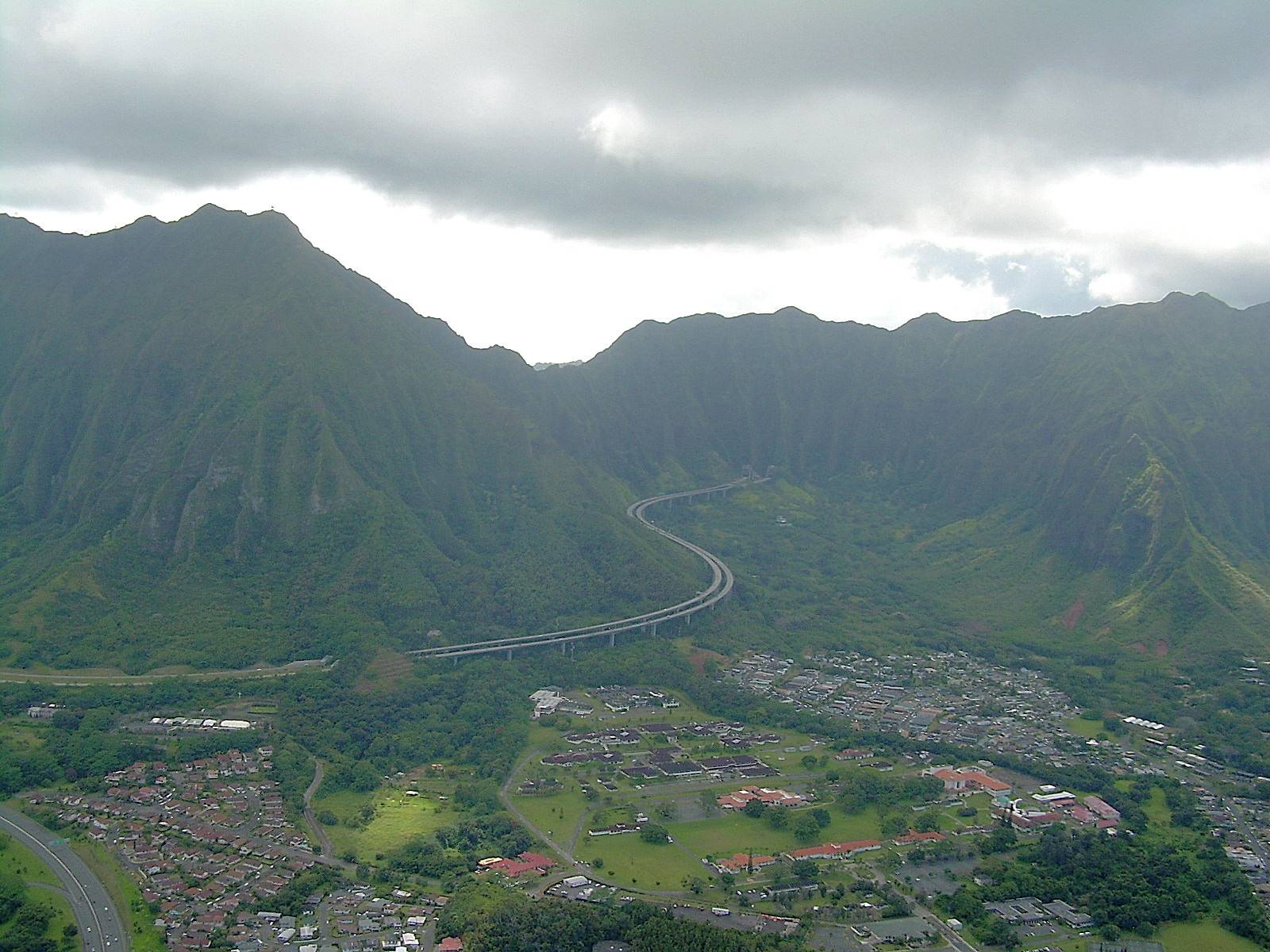
Hawaii State Hospital – in der Mitte direkt vor den Windward Viaducts der Interstate H-3 (2008)

Das Hawaii State Hospital ist das größte psychiatrische Krankenhaus des US-Bundesstaats Hawaii. Es befindet sich auf einem 42 ha großen Gelände in Kāneʻohe auf der Insel Oʻahu.

## Geschichte
Im Jahr 1862 wurde von König Kamehameha I. die Schaffung einer Einrichtung für psychisch Kranke angeordnet. Vier Jahre später eröffnete das Oahu Insane Asylum auf dem Grundstück des ʻIolani-Palasts. Es wurde zunächst mit nur sechs Patienten belegt, die aus einem Gefängnis überwiesen wurden. Die meisten von ihnen waren Ausländer. Als Betreuer wurden einheimische Hawaiianer eingestellt. Bis 1874 war die Anzahl der Patienten auf 28, bis 1900 auf 140, bis 1910 auf 225 und bis 1930 auf 549 gestiegen.
1930 wurde das Oahu Insane Asylum geschlossen und die Insassen in das neu errichtete Territorial Hospital in Kaneohe verlegt. Es bestand aus acht Gebäuden. „Mit seinen herrlichen Ausblicken auf die Koʻolau-Berge und die Kaneʻohe-Bucht strebt das Design des neuen Krankenhauses danach, eine kühle, institutionelle Atmosphäre zu vermeiden.“ (Honolulu Advertiser, 1929). Die schöne Umgebung sollte eine heilsame Wirkung auf die Patienten haben. Es verfügte über ein eigenes Kraftwerk, eine eigene Wasserversorgung, Kläranlage, Küche, Bäckerei, Wäscherei und Farm, auf der die Insassen arbeiten konnten.  Bis 1937 wurden fünf weitere Gebäude hinzugefügt. 1951 wurde das Goddard-Gebäude mit 200 Betten ergänzt, 1958 ein Genesungszentrum eröffnet.
Als Hawaii 1959 ein US-Bundesstaat wurde, änderte sich der Name in Hawaii State Hospital. Nachdem 1959 die Patientenzahl auf 1210 angestiegen war, wurde mit der Verlegung von Insassen in ehemalige Tuberkulosestationen auf den anderen Inseln (Maui, Kauai, Hawaii) begonnen, sodass die Anzahl bis 1971 auf rund 200 abfiel.

## Neubau
Im Januar 2018 ließ das State of Hawaii Department of Accounting and General Services (DAGS) für 160 Mio. US-Dollar einen viergeschossigen Neubau mit einer Fläche von 15.800 m² für 144 Patienten bauen. Es wurde an der Stelle des ehemaligen Goddard-Gebäudes errichtet, das 2016 abgerissen wurde, und im Mai 2021 eingeweiht. Damit wurde die Kapazität des Krankenhauses auf knapp 500 Betten erhöht. Es ist u. a. mit Gummizellen, Therapieräumen, Klassenzimmern, Fitnesszentrum und Volleyballfeld ausgestattet. Es wurde so ausgestattet, dass es auch die extremsten Patienten betreuen kann. Über 90 % der Insassen haben Probleme mit Drogenmissbrauch, davon 63 % durch Crystal Meth, 70 % sind obdachlos. Die meisten Patienten werden für drei bis sechs Monate eingewiesen.

## Entflohene Patienten
Allein zwischen 2010 und 2017 gab es 17 Entweichungen. Die meisten wurden von Patienten begangen, die das Gelände verlassen durften, aber nicht wieder zurückkehrten. Ein besonderer Fall ereignete sich im November 2017, als ein 59-jähriger Insasse unbemerkt das Krankenhaus verließ, ein Taxi nahm und mit einem gecharterten Flugzeug nach Maui flog, wo er einen Linienflug nach Kalifornien nahm. Er wurde 1981 eingeliefert, nachdem er eine Frau durch Schüsse und Messerstiche getötet hatte, aber wegen Unzurechnungsfähigkeit für nicht schuldig erklärt worden war. Er durfte das Krankenhausgelände zwar mit einem Wachmann begehen, nicht jedoch das Krankenhaus verlassen. Erst acht Stunden später wurde die Flucht den Strafverfolgungsbehörden gemeldet. Er hatte das Krankenhaus mit einem gefälschten Ausweis verlassen. Er wurde wenige Tage später in Kalifornien festgenommen. Er erklärte bei der Gerichtsverhandlung im Mai 2021, er wollte mit seiner Flucht beweisen, dass er für die Allgemeinheit keine Gefahr darstelle.